# Nancy Krieger
Nancy Krieger är en amerikansk professor i socialepidemiologi verksam på Harvard University i Cambridge, Massachusetts, USA. 

## Utbildning och karriär
Krieger disputerade i epidemiologi på University of California, Berkeley 1989 och började arbeta på Harvard University 1995. Hon har givit ut ett stort antal publikationer och är en av de mest citerade forskarna inom sitt fält.

## Forskning
I sin forskning studerar Krieger hur social klass, rasism och diskriminering påverkar individers hälsa. Hon har sedan 1990-talet utvecklat flera konceptuella ramverk för att belysa hur social ojämlikhet omvandlas till hälsoskillnader. Denna process beskriver hon som ett förkroppsligande (embodiment) av ojämlikhet och visar hur sociala skillnader i sex avseenden leder till skillnader i hälsa och livslängd: (1) skillnader i tillgång till materiella resurser, (2) skillnader i exponering för hälsovådliga substanser och gifter, (3) skillnader i utsatthet för diskriminering, våld och trauma, (4) skillnader i målgruppsspecifik marknadsföring av varor och tjänster, (5) skillnader i tillgång till vård och (6) skillnader i möjlighet till motstånd.
I annan forskning har hon visat hur social ojämlikhet i dödlighet minskade i USA mellan 1966 och 1980, för att därefter ha ökat igen.